# Aigües Tortes-Sant Maurici nationalpark
Aigües Tortes-Sant Maurici nationalpark är nationalpark i Spanien.   Den ligger i provinsen Província de Lleida och regionen Katalonien, i den nordöstra delen av landet, 500 km nordost om huvudstaden Madrid. Aigües Tortes-Sant Maurici nationalpark ligger 1 923 meter över havet. Den ligger vid sjön Estany de Sant Maurici.